# Gautier Fayolle
Pour les articles homonymes, voir Fayolle.
Gautier Fayolle, né le 27 novembre 1990 originaire de Mitry-Mory en région parisienne (77), est un freestyler football. Il est champion de France 2013, 7 fois champion du monde 2011, 2012, 2013, 2014, 2015, 2016 et 2017 de sa discipline en catégorie show, ainsi que 4 fois champion du monde en catégorie duo 2011, 2012, 2013, 2014 avec Clément Reubrecht.
Il fait partie du groupe Footstyle, composé de 6 freestylers. Ce collectif a proposé des animations lors des matchs de handball durant les Jeux olympiques de Londres en 2012, a réalisé un show devant les meilleurs joueurs de football du monde (Lionel Messi, Neymar, Zinédine Zidane), a participé en 2016 à l'émission La France a un incroyable talent. Le groupe est à ce jour l'équipe la plus titrée au monde.

## Faits marquants
C'est en 2006 que Gautier commence à pratiquer le freestyle football, après avoir découvert les vidéos de la discipline sur internet. Très vite passionné par ce nouveau sport, Gautier s’entraîne plusieurs heures par jour et poste ses vidéos sur son site internet qu'il nomme "Footstyle". C'est ainsi qu'il se fait repérer dès 2007 pour participer aux premiers championnats de France de Freestyle Football à Royan. Mais c'est surtout en 2010 qu'il se fait reconnaître à l'échelle internationale grâce à son premier titre de champion du monde obtenu en duo avec son partenaire Clément Reubrecht. Fort de ce succès d'équipe, il obtient son premier titre mondial individuel en septembre 2011 à Kuala Lumpur.
Après cette victoire, tout s’enchaîne pour Gautier qui tourne une publicité avec Zinédine Zidane, rencontre les plus grandes stars du football telles que Lionel Messi, Neymar, James Rodríguez, Zlatan Ibrahimović. Il est convié en 2012 avec son équipe à faire des shows aux Jeux olympiques de Londres en 2012, voyage dans plus de 40 pays à travers le monde pour réaliser ses shows et partager sa passion et son talent.
En 2012, il fonde avec Samy Chamouma, Clément Reubrecht et Fahem Regrag le groupe Switch Crew, qui connait un fort succès d'estime dans la communauté mais peine à se faire connaitre du grand public. C'est en 2015 qu'il se réunit avec ses amis de toujours Samy, Clément et Gaëtan Czaja pour reprendre le concept qu'il avait créé en 2006 : Footstyle. Autour de ce projet ils fondent tous les 4 une chaîne YouTube et connaissent très vite un énorme succès : leurs vidéos sont vues plus de 80 millions de fois en 2 ans.

## Distinctions
- 2011 : Champion du monde[2] en show solo[3] et 2e place en battle à Kuala Lumpur  lors des championnats du monde organisés par la Fédération internationale de freestyle football.
- 2011 : Champion du monde en duo[2] à Prague lors des championnats du monde coorganisé et reconnus par la Fédération internationale de freestyle football.
- 2012 : Champion du monde[2] en show solo et duo (avec Clément Reubrecht) au Prague Superball[3], coorganisé et reconnu comme le championnat du monde 2012 par la Fédération internationale de freestyle football.
- 2013 : Champion de France de freestyle football lors des championnats de France, organisés par France freesytle ball en tant que représentant officiel de la Fédération internationale (F3)[1].
- 2013 : Champion du monde[2] en show solo et en duo (avec Clément Reubrecht) au Superball[3], coorganisé et reconnu comme le championnat du monde 2013 par la Fédération internationale de freestyle football.
- 2014 : Champion du monde[2] en show solo[5] et duo (avec Clément Reubrecht) au Superball[3], coorganisé et reconnu comme le championnat du monde 2013 par la Fédération internationale de freestyle football.
- 2015 : Champion du monde[2] en show solo[6] et vice champion du monde en duo (avec Clément Reubrecht) au Prague Superball[3], coorganisé et reconnu comme le championnat du monde 2013 par la Fédération internationale de freestyle football.
- 2016 : Champion du monde[2] en show solo au Superball[3], coorganisé et reconnu comme le championnat du monde 2013 par la Fédération internationale de freestyle football.
- 2017 : Champion du monde en show solo au superball à Prague et troisième champion du monde en duo (avec Mathieu Pierron).